# Албињак
Албињак (фр. Albignac) је насељено место у Француској у региону Лимузен, у департману Корез.
По подацима из 2011. године у општини је живело 241 становника, а густина насељености је износила 24,74 становника/km².

## Демографија
| 1962. | 1968. | 1975. | 1982. | 1990. | 2011. |
| ----- | ----- | ----- | ----- | ----- | ----- |
| 285   | 260   | 226   | 255   | 63    | 241   |